# Позајмица барутних гасова
Позајмица барутних гасова (енгл. Gas-operated reloading), механизам дејства аутоматског и полуаутоматског оружја заснован на посредном дејству барутних гасова на затварач.

## Механизам дејства
Цев оружја које ради на принципу позајмице барутних гасова је непокретнаː затварач остаје забрављен за цев све док све док зрно не прође посебан отвор на цеви, кроз који ће део барутних гасова који се креће за зрном продрети у тзв. гасни цилиндар (који се налази поред цеви). Притисак гасова на клип у цилиндру, а преко њега на полугу која одбрављује затварач, даје затварачу потребну кинетичку енергију за обављање циклуса аутоматских радњи (померање затварача уназад, избацивање чауре и потискивање повратне опруге, која затим враћа затварач напред да захвати нови метак, напуни цев и забрави се). Одвођење гасова у цилиндар регулише се запремином цилиндра и величином отвора за одвод гасова. Овом конструкцијом постиже се велика брзина гађања и најчешће се примењује код пушкомитраљеза и аутоматских пушака.